# Kazi Zafar Ahmed
Kazi Zafar Ahmed (1939, Chauddagram, Britisk Indien – 27. august 2015, Dhaka, Bangladesh) var en politiker fra Bangladesh, som var landets premierminister fra 20. marts 1989 til 6. december 1990. Han havde en M.A. grad i historie fra Dhaka University.